# Leucoplasie chevelue buccale
 Mise en garde médicale
La leucoplasie chevelue buccale est une atteinte muqueuse indolore due au virus d'Epstein-Barr. Quasi pathognomonique de l'infection par le VIH, sa découverte doit faire proposer un test diagnostique.
Elle se présente sous forme de plaques blanchâtres, adhérentes dont la surface est irrégulière et parcourue de fines striures verticales. Essentiellement située sur les bords latéraux de la langue, elle atteint plus rarement la face interne de la muqueuse jugale, les gencives ou le plancher buccal.
L'étendue des lésions augmente avec le déficit immunitaire.
Le traitement le plus efficace est la lutte contre le déficit immunitaire.